# العلاقات الخارجية في عهد عبد العزيز آل سعود
العلاقات الخارجية في عهد عبد العزيز آل سعود كانت البحرين والكويت الانطلاقة الأولى لبدء تشكل العلاقات الخليجية، وكانت البحرين قد بدأت العلاقة منذ تأسيس الدولة السعودية الأولى، غير أن هذه المواقف كانت انطلاقة أخرى تجاه الملك عبد العزيز ووالده الإمام عبد الرحمن عندما واجهت الدولة السعودية الثانية مأزقًا في استعادة نجد، واستضافت البحرين عام 1891م أول رحلة خارج نجد للإمام عبد الرحمن وابنه عبد العزيز، وكانت البحرين إحدى أهم ثلاث محطات مر بها عبد العزيز مع والده، كان أولها قطر ثم تلتها المنامة وآخرها الكويت التي وصلها في منتصف عام 1301هـ (1892م) واستقر فيها عقدًا من الزمن. حيث قام عبد العزيز ال سعود بزيارة الكويت عام 1910م وعام 1915م، وعام 1936م، والبحرين عام 1930م، وعام 1939م، وأوفد العديد من وزرائه للقيام بزيارة تلك الدول.
وإيماناً بأهمية دور المملكة حرص القادة منذ عهد الملك عبد العزيز حتى الوقت الحاضر على الإسهام بدور مؤثر في تأسيس أهم المنظمات العالمية والإقليمية ودعمها مثل الأمم المتحدة. وجامعة الدول العربية. ومنظمة المؤتمر الإسلامي. ومجلس التعاون لدول الخليج العربية.

## الفيصل أول وزير خارجية
أما التشكيل الإداري المنوط به تنفيذ السياسة الخارجية السعودية فقد بدأ عام 1344هـ/ 1925م عندما أنشئت شعبة خاصة للشؤون الخارجية مقرها مكة المكرمة. وفي 21 صفر 1345هـ/ 1926م تأسست مديرية الشؤون الخارجية نتيجةً حتمية لازدياد رقعة الدولة وارتباطها بالدول الخارجية وتطور الوسائل العصرية. وفي شهر رجب عام 1349م/ نوفمبر 1930م صدرت الأوامر بتحويل شعبة الشؤون الخارجية إلى وزارة للخارجية، حيث عين الأمير فيصل بن عبد العزيز أول وزير خارجية للمملكة.

### مصر
في عام 1926 عقدت معاهدة صداقة بين البلدين، ثم وقعت اتفاقية التعمير بالرياض في عام 1939، التي قامت مصر بموجبها بإنجاز بعض المشروعات العمرانية في السعودية، وكان لمصر والسعودية دور كبير في التوقيع على ميثاق جامعة الدول العربية، ثم كانت زيارة الملك عبد العزيز إلى مصر دفعة قوية للعلاقات بين البلدين.

### الولايات المتحدة

صورة نادرة للملك عبد العزيز وجدت في الولايات المتّحدة التقطها وفد طبّي عالجه في الرياض

في فبراير من عام 1950، وفي مهمّة صغيرة وسرّيّة، أرسل السفير الأمريكي لدى السعودية طلباً إلى وزارة الخارجيّة الأمريكيّة، لمساعدة ابن سعود لعلاجه من التهاب المفاصل المزمن الذي يعاني منه وأصابه بالوهن، ابن سعود المقصود به هو الملك عبد العزيز آل سعود، الذي عرف عند الغرب اختصاراً باسم ابن سعود. وتسببت آلام القدم وتورمها جراء التهاب المفاصل في تقييد حركته بشكل كبير وجعلته يستخدم كرسيّاً متحرّكاً، وتمّ إرسال وفدٌ طبّيّ أمريكي إلى الرياض، لِعِلاج الملك عبد العزيز، وحينما شاهده الأمريكيون، وصفه أحدهم أنّه: «حينما يتحرّك كان القريبون منه يسمعون صرير عظامه» .
جاء هذا الطلب في فترة اتّسمت فيها العلاقات الأمريكية السعودية بالاضطراب، فقد كانت الولايات المتّحدة تستأجر مطار الظهران كقاعدة هبوط وإقلاع وتزوّد بالوقود، لكنّ عدداً كبيراً من السعوديين وعلى رأسهم رجال الدين، كانوا متحفّظين ويرفضون أي وجود عسكري أمريكي في بلادهم.
وكان الملك عبد العزيز آل سعود نفسه لا يزال متحفّظاً إزاء اعتراف أمريكا بدولة إسرائيل.
و كانت هناك مفاوضات جارية بشأن كيفيّة تقسيم أرباح شركة أرامكو النفطيّة الّتي تشارك في ملكيّتها شركات سعوديّة وأمريكيّة.
بالرغم من رفض ابن سعود الخضوع للجراحة، فإن العلاج الذي كان يتلقّاه، خفف عنه بعض الألم، لدرجة أنّه بدأ يستعيد بعض المسؤوليّات في إدارة شؤون البلد كانت أوكلت سابقاً لنجله الأمير سعود (سعود بن عبد العزيز آل سعود لاحقاً)، وبدأ يتخلّى عن كرسي المقعدين الذي كان يستخدمه باستمرار، ويتجوّل براحة كبيرة وركبتيه مستقيمتين تماماً.

### البحرين
العلاقات بين البلدين ترجع إلى الدولة السعودية الاولى والثانية امتداداً إلى الدولة السعودية الثالثة وتشمل علاقات دينية وسياسية واقتصادية
العلاقات السياسية
هذه العلاقات كانت جميعها ترتبط بطرف ثالثة وهي العلاقات البريطانية حيث أن لها نفوذ في ذلك الوقت على المنطقة فقد ارتبطت معها السعودية والبحرين بمعاهدات متعددة ومن ضمنها معاهدة دارين التي وقعت سنة 1334هـ، ومعاهدة جدة التي جائت لتعديل معاهدت دارين وذُكر فيها (تعهد صاحب الجلالة بالمحافظة على العلاقات السلميه مع الكويت والبحرين ومشائخ قطر) ومن ثم فليس لبريطانيا الحق في أن تمثل البحرين .في عام 1348هـ قام الملك عبد العزيز بزيارة للبحرين في زيارتة الأولى وكان مغزاها للالتقاء مع الملك فيصل ملك العراق تهدف لتحسين العلاقات بين الدولتين، وأعقبها زيارة ثانية عام 1358هـ لتوطيد العلاقات القديمة بين مشائخ البحرين وأفراد الأسرة المالكة بالسعودية. العلاقات الاقتصادية قديمة بين البلدين منذ أن كانت البحرين تعتمد على اللؤلؤ، وكانت مركز لتجارته حيث ما يستخرج من الشواطئ السعودية يعرض في البحرين، بالإضافة إلى ما تصدره السعودية من تمور وماشية وصناعات يدوية للبحرين، وازداد النشاط التجاري بعد اكتشاف النفط فيهما.

## الإنضمام إلى المنظمات العربية والعالمية
- تأسيس جامعة الدول العربية في 8 ربيع الآخر 1364هـ الموافق 22 مارس 1945م: وتم توقيع ميثاق جامعة الدول العربية نيابةً عن حكومة المملكة العربية السعودية ممثلها يوسف ياسين وخير الدين الزركلي واشتركت الدول التالية في هذا الميثاق؛ مصر، العراق، سوريا، وشرق الأردن، ولبنان، واليمن، وأتفقوا على أن الغرض من تأسيس الجامعة العربية تثبيت أواصر العلاقات بين الدول العربية واحترام استقلال الدول وسيادتها وتكريس الجهود لبناء الوطن العربي[5]
- الانضمام إلى هيئة الأمم المتحدة سنة 1364هـ الموافق 1945م: كان الغرض من تأسيس هذه الهيئة نشر السلام العالمي بعد أن أنتهت الحرب العالمية الثانية حيث أتفقت 51 دولة في سان فرانسيسكو على توقيع وثيقة هيئة الأمم المتحدة[6] وفي تاريخ 15 ربيع الأول 1364هـ الموافق 1 مارس 1945م طلب الملك عبدالعزيز من ابنه الأمير فيصل بن عبد العزيز حينما كان وزيراً للخارجية أن يبرق برقية إلى نائب وزير الخارجية الأمريكية يخبرهُ برغبة المملكة العربية السعودية الانضمام إلى هيئة الأمم المتحدة وعلى إثر ذلك أعلنت الخارجية الأمريكية في 21 ربيع الأول الموافق 7 مارس استجابتها لطلب المملكة العربية السعودية في الانضمام حيث وصل أعضاء الأمم المتحدة إلى خمسة وأربعين دولة، وتلقت دعوة لحضور مؤتمر الأمم المتحدة في سان فرانسيسكو فحضره الأمير فيصل حيث ألقى كلمة بهذه المناسبة تحوي على أهمية انضمام المملكة لهذه المنظمة لا حترامها لمبادئ السلم والعدالة في العالم.[7]